# Surcotto

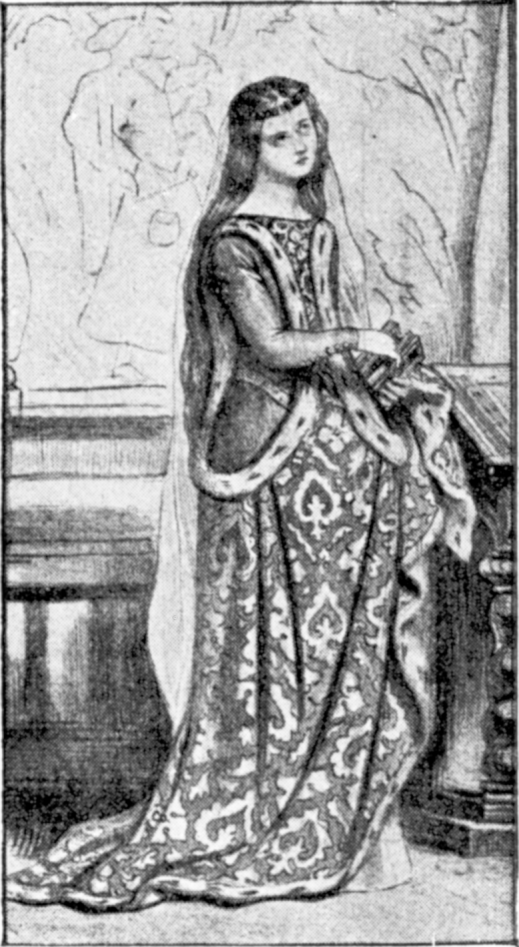
Surcotto aperto ai lati che lascia intravedere la cotta sottostante (XI secolo).

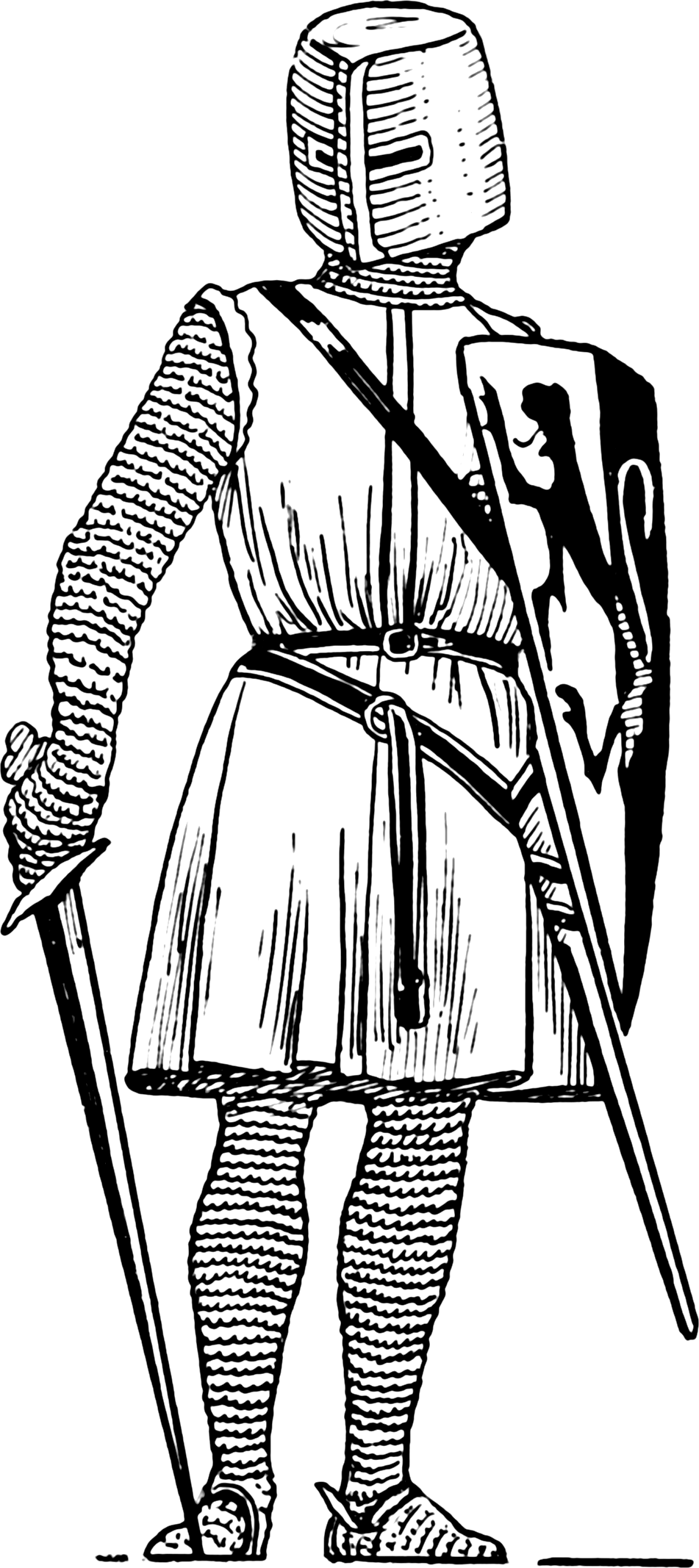
Surcotto d'arme, al di sopra di una armatura.

Il surcotto, o sorcotto, era un indumento esterno, comunemente indossato nel Medioevo, sia dagli uomini che dalle donne. Il nome deriva dal francese antico sorcot e vuol dire "sopra la cotta". Si tratta di una sorta di soprabito lungo alle caviglie nei modelli femminili, più corto in quelli maschili. Veniva abbinato ad una sottoveste, che poteva essere una chemise o una cotte, ed a un mantello. Un particolare modello di surcotto senza maniche era chiamato suckenie.
Circa dal XII secolo, i cavalieri indossavano il surcotto d'arme (cotta d'arme) al di sopra delle armature. Di solito essi erano lunghi fino a circa metà polpaccio ed avevano delle aperture nella parte inferiore anteriore e posteriore, e potevano essere con o senza maniche. Scopo di tale indumento era da una parte evitare che le armature dei cavalieri si surriscaldassero eccessivamente sotto il sole diretto e dall'altro prevenire che esse si potessero arrugginire per via delle intemperie. Inoltre il surcotto era spesso abbellito con simboli e fregi, che spesso erano identificativi della casata nobiliare d'appartenenza del cavaliere.